# Puelche (Wind)
Der Puelche ist eine Regionalbezeichnung für einen warmen östlichen Föhnwind der von Argentinien durch die südchilenischen Anden nach Chile zieht. Der Name geht auf die Volksgruppe der Puelche-Indianer zurück. In Argentinien wird er als Zonda bezeichnet.
Siehe auch: Winde und Windsysteme